# Gens Albinia
La gens Albinia fue una familia de plebeyos de la Antigua Roma durante los siglos tempranos de la República. El primer miembro de esta gens que alcanzó importancia fue Lucio Albinio Paterculo, uno de los primeros hombres que ostentó el cargo de tribuno de la plebe, después de que fue creado en 494 a. C.

## Origen
El nomen Albinia es probablemente derivado del cognomen Albinus, una forma extendida de Albus, significando "blanco" o "blanquecino".

## Praenomina
Se sabe que los Albinii utilizaron los praenomina Lucius, Gaius, y Marcus.

## Ramas y cognomina
El único cognomen asociado a los Albinii es Paterculus, un diminutivo de pater, que puede ser traducido como "pequeño padre", "tío", o "papá".